# Tunurile din Navarone
Tunurile din Navarone (titlu original: în engleză The Guns of Navarone) este un film regizat de J. Lee Thompson în anul 1961. Scenariul a fost inspirat după romanul cu același titlu, scris de Alistair MacLean. 

## Rezumat
În anul 1943, 2000 de soldați aliați au rămas izolați pe insula Kheros. Operațiunile pentru salvarea lor sunt zădărnicite de două imense tunuri instalate de naziști pe insula Navarone. Pentru a elimina pericolul reprezentat de aceste tunuri, căpitanul Keith Mallory (Gregory Peck), caporalul Miller (David Niven) și colonelul Andrea Stavros (Anthony Quinn) sunt trimiși într-o misiune imposibilă: infiltrarea pe insula nazistă și distrugerea armamentului inamic.

## Legături externe
- Materiale media legate de Tunurile din Navarone la Wikimedia Commons
- Tunurile din Navarone la Internet Movie Database
- Tunurile din Navarone la Allmovie
- Tunurile din Navarone în Catalogul Institutului American de Film
- Tunurile din Navarone la TCM Movie Database
- The Guns of Navarone at TV Guide (heavily cut and revised version of 1987 write-up originally published in The Motion Picture Guide)